# Erkner
Erkner er en by i landkreis Oder-Spree i den tyske delstat Brandenburg beliggende lige sydøst for bydelen Treptow-Köpenick i Berlins udkant.